# The Weapon
The Weapon és una pel·lícula de thriller d'acció estatunidenca de 2023 dirigida per Tony Schiena i protagonitzada pel mateix Schiena, AnnaLynne McCord, Sean Patrick Flanery, Jack Kesy, Cuba Gooding Jr. i Bruce Dern. S'ha doblat i subtitulat al català.

## Repartiment
- Tony Schiena com a Dallas Ultio
- AnnaLynne McCord com a Iris
- Sean Patrick Flanery com el mariscal Antano
- Jack Kesy com a Vinny
- Cuba Gooding Jr. com a Blue
- Bruce Dern com a Doris

## Estrena
La pel·lícula es va estrenar en una selecció de sales, a la carta i en plataformes digitals el 17 de febrer de 2023. La versió en DVD es va llançar el 28 de març de 2023.

## Rebuda
Jeffrey Anderson de Common Sense Media va qualificar la pel·lícula amb una estrella sobre cinc.